# Begonia pensilis
Espèce
Synonymes
- Begonia pendula O.E.Schulz[1]

Begonia pensilis est une espèce de plantes de la famille des Begoniaceae.
L'espèce fait partie de la section Begonia.
Elle a été décrite en 1984 par Lyman Bradford Smith (1904-1997) et Dieter Carl Wasshausen (1938-…).

## Répartition géographique
Cette espèce est originaire du pays suivant : St. Vincent and Grenadines.